# Wayne Thiebaud
Wayne Thiebaud, född 15 november 1920 i Mesa, Arizona, död 25 december 2021 i Sacramento, Kalifornien, var en amerikansk konstnär, mest känd för sina målningar föreställande bakelser och mat i olika former. Han räknas till popkonst-rörelsen.